# Environnement au Danemark
L'environnement au Danemark est l'environnement (ensemble des éléments — biotiques ou abiotiques — qui entourent un individu ou une espèce et dont certains contribuent directement à subvenir à ses besoins) du pays Danemark.

## La biodiversité au Danemark

### Habitat, faune et flore
Bordé par la mer Baltique et la mer du Nord, le Danemark est constitué d’une péninsule, le Jutland (Jylland) et de 443 îles, dont 72 sont habitées.
Le pays est relativement plat. Le climat est tempéré avec des étés doux et des hivers frais.
Parmi les espèces invasives, le vison américain menace le vison européen.

### Espaces protégés
Le Danemark compte quatre parcs nationaux : 
- le parc national du Nord-Est du Groenland ;
- le parc national de Thy ;
- le parc national de Mols Bjerge ;
- le parc national de la Mer des Wadden.

### Réseau européen Natura 2000
Le réseau Natura 2000 rassemble des sites naturels ou semi-naturels de l'Union européenne ayant une grande valeur patrimoniale, par la faune et la flore exceptionnelles qu'ils contiennent.
En décembre 2018, le Danemark comptait 384 sites dont : 
- 124 zones de protection spéciale (ZPS) pour les oiseaux sur une superficie de 14 664 km2 ;
- 269 zones spéciales de conservation (ZSC) (dont les pSIC, SIC) pour les habitats et les espèces sur une superficie de 19 781 km2 ;
- la superficie totale est de 22 664 km2, ce qui représente 8,4 % de la surface terrestre et marine du territoire du Danemark[2].

#### Cartographie des sites Natura 2000 du Danemark
- [image] Carte des sites Natura 2000 (SIC, ZSC + ZPS) du Danemark, décembre 2017 (haute définition), Source

## Impacts sur les milieux naturels

### Activités humaines

#### Agriculture et pêche
L'industrie de la pêche est importante.
L’agriculture biologique s’est fortement développée, et une taxe significative sur les pesticides a considérablement fait diminuer l’usage de ces produits par l’agriculture dite « conventionnelle ».
En 2015, un Plan d'action a été mise en place par le gouvernement pour promouvoir l'agriculture biologique avec :
- l'augmentation progressive de la part de produits biologiques, avec en premier 60 % puis 100 % sur le long terme d'aliments biologiques servie dans les menus des écoles et hôpitaux ;
- convertir progressivement toute l'agriculture du pays en une agriculture biologiques et durable.

#### Industrie
L'agro-industrie exporte des produits transformés (bières, produits laitiers et carnés).
L’entreprise de jouets Lego fabrique 60 milliards de briques en 2014 à partir du pétrole. L'impact environnemental est donc non négligeable.

#### Transports

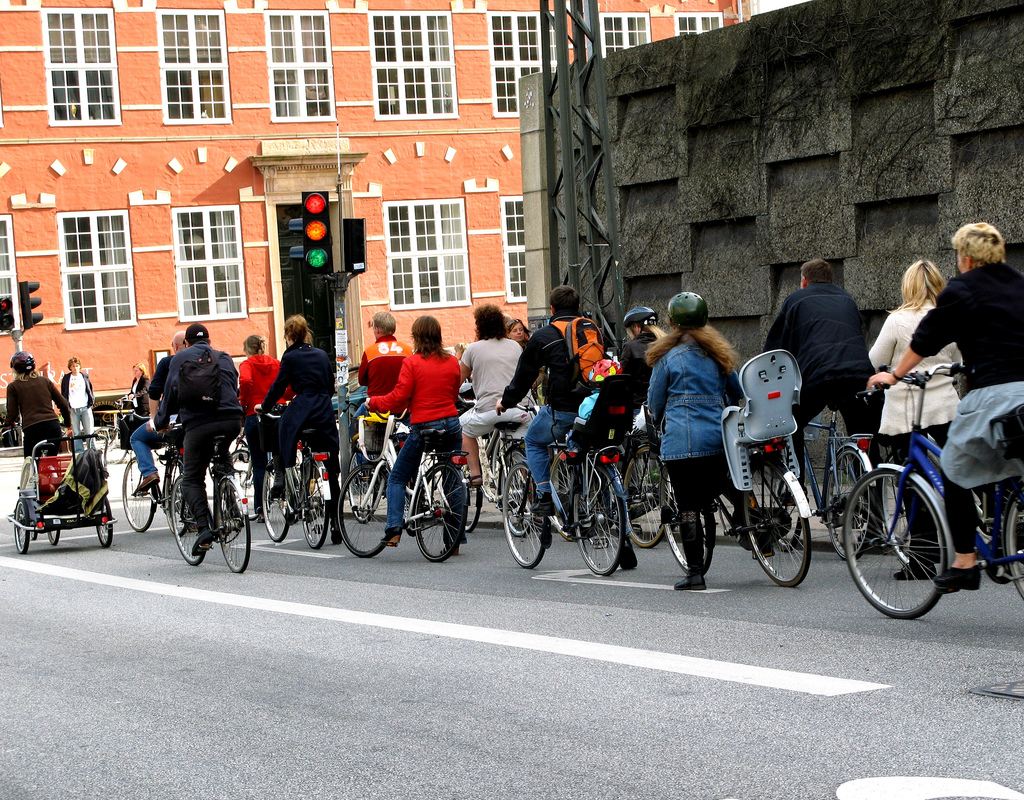
Cyclistes à Copenhague

La pratique du vélo est très répandue, avec 19 % de part modale pour le vélo dans les déplacements. Le Danemark est le premier pays européen pour les pistes cyclables, avec un linéaire de près de 12 000 km, et 55 % des déplacements se font à vélo dans le centre-ville de Copenhague en 2010. En novembre 2016, il circule désormais plus de vélos (265 700) que de voitures (252 600) à Copenhague. En 2015, dans cette ville, 41 % des 580 000 habitants se rendaient à l’école ou au travail à vélo.

### Pression sur les ressources non renouvelables
Le Danemark ne possède pas beaucoup de matières premières, mais il commence à exploiter des mines au Groenland, territoire danois, et exploite un peu de pétrole dans la mer du Nord.

### Pollutions

#### Les émissions de gaz à effet de serre (GES)
Les émissions de CO2 par habitant au Danemark sont élevées (plus de 7,2 tonnes de CO2 par habitant en 2010). Ce mauvais résultat s'explique par un usage massif des énergies fossiles (80 % du mix énergétique) et l'absence de centrale nucléaire.
En 2022, le Sabotage des gazoducs Nord Stream entraine une émission massive de méthane, puissant gaz à effet de serre, estimée entre 70 000 tonnes par le CEA (l'équivalent de 5,8 Mt de CO2, soit les émissions de la ville de Paris pendant un an) et 465 000 tonnes.

#### La pollution de l'eau

##### Mer Baltique
Les scientifiques ont constaté une forte dégradation écologique de la mer Baltique (métaux lourds, radioactivité, surpêche, eutrophisation et « zones mortes » dans le Skagerrak). Cette mer abrite aussi plusieurs décharges de dizaines de milliers de tonnes de munitions immergées (séquelles de guerre) dont un grand nombre de munitions chimiques qui ont récemment commencé à se corroder et à libérer leur contenu toxique dans l’environnement.

#### La gestion des déchets
Le Danemark est un des pays d'Europe en surcapacité en termes d'incinération des déchets. En conséquence, au début des années 2010, des déchets sont importés de Grande-Bretagne afin d'être traités.
Le Danemark est le pays qui émet le plus de déchets par habitants, avec 819 kg par an et par habitants en 2023.

### Impacts de l'urbanisation
L'artificialisation des sols est une problématique du pays.

## L'exposition aux risques
Le Danemark est exposé à de multiples aléas naturels : inondations, tempêtes, incendies, glissements de terrain...
En 2011, une pluie diluvienne (150 millimètres de précipitations en une heure et demie soit 10 fois plus que le seuil de pluie torrentielle) avait provoqué des dégâts matériels colossaux, estimés à 805 millions d’euros.

## Politique environnementale au Danemark

### Traités internationaux
Le Danemark a signé le protocole de Kyoto.
Le pays a accueilli la 15e conférence des parties (COP 15) : la  Conférence de Copenhague de 2009 sur le climat.
Dans le cadre de la COP 21, le Danemark s'est engagé à réduire ses émissions de gaz à effet de serre de 40 % d'ici à 2030 par rapport au niveau de 1990, conformément à l'engagement de l'Union européenne.
Le Danemark est membre de la Commission HELCOM pour l'amélioration de l'état de la mer Baltique avec les autres pays Baltes et le soutien de l’Union européenne.

### Politique nationale

#### Agriculture biologique
En 2016, le Danemark adopte l’objectif d'une agriculture 100 % biologique.

#### Biodiversité
Le Danemark a négocié le retrait du vison américain de la liste des espèces invasives de la commission européennes, publiées en 2016, afin de préserver la filière de la fourrure.
Le 14 septembre 2019, le Danemark a organisé le premier « téléthon du climat » pour planter plus de 900 000 arbres. L'événement, près de Copenhague, a permis de récolter quelque 2,4 millions d’euros.

#### Énergies renouvelables

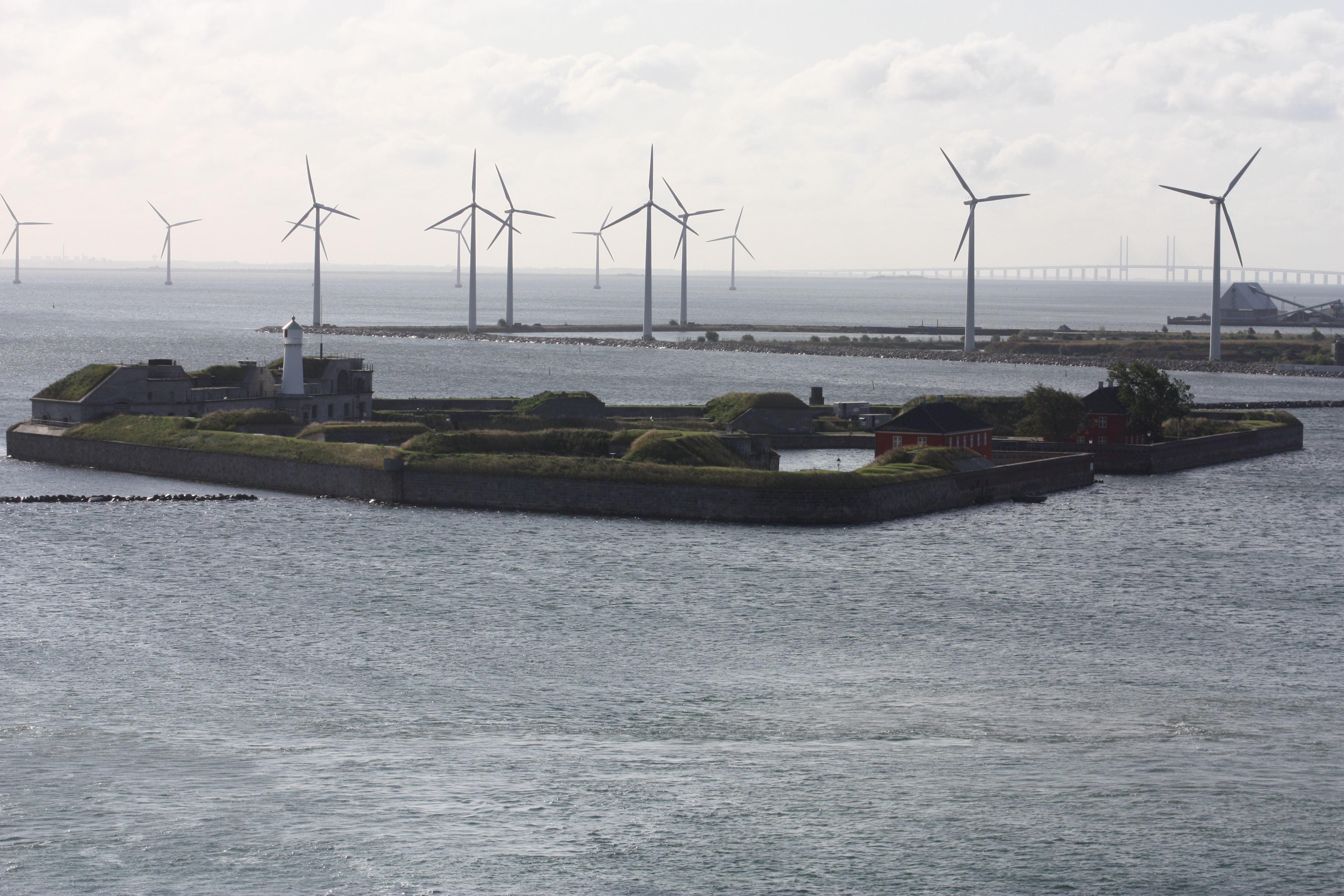
Ferme éolienne, partiellement offshore de la forteresse de Treekroner.

En 2014, le Danemark a produit près de 55 % de son électricité à partir d'énergies renouvelables. Le pays est devenu l’un des leaders mondiaux en matière d’éolien.

#### Sensibilisation à l'environnement
Environ 20 % des classes maternelles sont établies en pleine nature, dans la forêt. Ces écoles s'appellent « jardins d'enfants de forêts ».

### Politiques locales
La promotion du vélo, qui faisait l’objet d’une politique encore timide dans les années 1960, s’est renforcée dans les années 1970, lorsque la crise pétrolière a forcé les Danois à rationner le carburant. La municipalité de Copenhague a adapté son aménagement urbain dans les années 1980.
L'objectif de Copenhague est de devenir la première capitale « carboneutre » (bilan carbone nul) en 2025. La ville s'est engagée depuis la fin des années 1990 dans la réduction de ses émissions de gaz à effet de serre : réseau de chaleur (qui couvre près de 98 % des logements) alimenté par plusieurs usines de cogénération, réalisation de nombreuses infrastructures cyclables, rénovation énergétique des bâtiments, développement des énergies renouvelables...
Le pays a développé de nombreuses expériences d’écologie urbaine (écoquartiers, architecture de haute qualité environnementale) dans le domaine du développement durable.

### Évaluation environnementale globale
En 2015, l'organisation Global Footprint Network (GFN) indique que le Danemark est un des 57 pays (sur 181) préservant ses ressources (excédent écologique). La biocapacité par personne s'élève à environ 4,49 gha (« gha » : hectare global par habitant), l'empreinte écologique par personne à 4,37 gha. Si les réserves agricoles et en poissons sont bonnes, la réserve en bois et le bilan carbone sont eux négatifs ; le bilan carbone étant cinq fois supérieur à la capacité forestière.
D'après le rapport « Planète Vivante » du Fonds mondial pour la Nature (WWF) publié en 2014,le Danemark est l'un des quatre pays ayant la plus forte empreinte écologique mondiale avec le Koweït, le Qatar, les Émirats arabes unis.
Le jour du dépassement (date de l’année, calculée par l'ONG américaine Global Footprint Network, à partir de laquelle l’humanité est supposée avoir consommé l’ensemble des ressources que la planète est capable de régénérer en un an) du pays est le 29 mars. Le Danemark est le 4e pays dans ce calendrier, donc l'un des pays dont la consommation dépasse le plus les capacités de la planète.